# سرگئی قازاریان
سرگئی قازاریان (ارمنی: Սերգեյ Ղազարյան؛ زادهٔ ۲۳ مهٔ ۱۹۷۳) یک، دیپلمات و سیاستمدار اهل ارمنستان است که از تاریخ ژانویه ۲۰۲۳ تا تاریخ ۲۰۲۴ سمت وزیر امورخارجه جمهوری آرتساخ را برعهده داشت. پیش از آن نماینده دائم جمهوری آرتساخ در ارمنستان بود.

## زندگی‌نامه
در	۲۳ مهٔ ۱۹۷۳  در استپاناکرت به دنیا آمد و از پژوهشکده دولتی روابط بین‌المللی مسکو فارغ‌التحصیل شد. 

## یادداشت
1. ↑  Հայաստանում Արցախի մշտական ներկայացուցչ